# Третьяков, Николай Яковлевич
Николай Яковлевич Третьяков (11 декабря 1926, Малая Черга, Горно-Алтайский автономный округ — 1 апреля 1989, Омск) — омский художник-«шестидесятник», график, живописец, монументалист, заслуженный художник РСФСР (1976).

## Биография
1936 — начал учёбу в школе колхоза Кош-Агачского района, где отец работал разнорабочим.
1937 — семья Третьяковых переехала в село Чибит этого же района. Третьяков пристрастился к чтению в местной библиотеке.
1943 — окончил 7 классов и поступил работать на ртутный рудник Акташ лаборантам химической лаборатории.
1946 — уволился с рудника и приехал в Омск для поступления в художественное училище, которое, как выяснилось, было закрыто в первый год войны. Участвует в выставках самодеятельного искусства, получает призы.
1947 — начал учёбу в Алма-Атинском театрально-художественном училище им. Н. В. Гоголя без стипендии и общежития. Преподаватели: Алексей Федорович Подковыров, профессор выпускник Академии художеств Абрам Маркович Черкасский, кроме этого претерпел влияние скульптора Исаака Яковлевича Иткинда.
1952 — окончил училище с отличием и направлением продолжить художественное образование в Ленинградском институте живописи, скульптуры и архитектуры им. И. Е. Репина, от которого он отказался.
1952—1958 — каждое лето участвует в качестве художника и фотографа в составе научно-этнографических экспедиций Академии наук СССР, исследующих южные и западные районы Казахстана. В первой своей экспедиции 1952 года в Меркенский район Джамбульской области познакомился со своей будущей женой, которая защитила диссертацию в Институте этнографии Академии наук СССР в Москве.
1953 — в январе женится на Ирине Витальевне Захаровой.
1953—1954 — По приглашению Павла Яковлевича Зальцмана работает на Алма-Атинской киностудии художественных фильмов «Казахфильм». Участвовал в оформлении фильмов: «Козы Корпеш и Баян-Сулу», «Поэма о любви», «Девушка-джтгит».
1954 — выставляется на республиканской выставке художников Казахстана (Алма-Ата).
1955 — принят на работу в художественный фонд Союза художников Казахской ССР.
1957 — первая персональная выставка в помещении Союза художников Казахстана (Алма-Ата). Впервые участвует на всесоюзной художественной выставке в Москве.
1958 — участвует в декаде казахстанского искусства в Москве. Принят в члены Союза художников СССР.
1959 — в издательстве «Советский художник» (Москва) выходит репродукция его работы «Ковровщицы».
Зима 1959—1960 — провел на Алтае.
1960 — По состоянию здоровья переезжает с семьёй из Алма-Аты в Омск.
1961 — персональная выставка в Доме художников. Омск.
1961 — работает на творческой даче «Горячий ключ». Осваивает техники лингравюры, гравюры на металле.
1963 — работа «Город» начинает большую серию «Городские пейзажи» художника. Акварель «Женщина с пиалой» открывает серию «Алтайские мотивы». Осваивает монументальную живопись, делая роспись на Дворце бракосочетаний в Омске (совместно с Н.М Брюхановым, Э. М. Круминьш).
1967 — поездка на север Сибири, «Северная серия». В Омском книжном издательстве выходит буклет «Н. Третьяков».
1968—1989 — работает в комиссии по монументально-декоративному искусству СХ РСФСР, член правления Омской организации Союза художников РСФСР.
1971 — премия СХ РСФСР за рельеф «Защита завоеваний Октября».
1974 — Персональная выставка. Омск, Новосибирск.
1974—1975 — участвует в выставке четырёх омских художников. Москва, Ленинград, Таллин, Красноярск.
1975 — поездка во Владимир и Суздаль. Серия «Церкви Владимирской земли». Участие в выставке омских художников в Венгрии. Будапешт.
1984 — поездка на Алтай.
1987 — персональная выставка. Омск.
1989, 1 апреля — умер в своей мастерской. Похоронен на Северо-Восточном кладбище Омска.
1992 — Посмертная персональная выставка.
1993 — год Художника Третьякова в Омске.

## Творчество
Уникальный художественный мир Н. Я. Третьякова сложился не сразу. Само рождение в Алтае имело своё значение. Во время обучения в Алма-Атинском театрально-художественном училище преподаватель Абрам Маркович Черкасский сумел показать талантливому молодому художнику иной путь, нежели среднего уровня школярские штудии он научил его писать «не правильно». Важнейшим этапом в становлении художника была работа в Этнографических экспедициях и на Киностудии. Где Третьяков сумел понять ценность национальных традиций, возможности декоративности, силу и мощь воздействия древнего искусства. Из каждой экспедиции Третьяков привозил несколько сотен работ. Конец 50-х это период успеха. Переехав в 1960-м в Омск, Н. Я. Третьяков попадает в, начинавшую складываться, особую творческую атмосферу. Изменения, произошедшие в развитии советского искусства в конце 1950-х — начала 1960-х годов, радикально отразились на художественной жизни Омска. Третьяков находит своё место в среде талантливых молодых художников Н. М. Брюханов, В. В. Кукуйцев, Е. А. Куприянов, Р. Ф. Черепанов, Г. А. Штабнов, С. К. Белов, А. А. Чермошенцев, М. И. Слободин, продемонстрировавших разнообразие индивидуальностей, широкую амплитуду поисков новых выразительных средств искусства. Творчество для Третьякова стало не просто профессией, и не самовыражением, но смыслом жизни. Мастер вырос в творца. Сам Третьяков говорил о себе, что стал исследователем. На формирование изобразительного языка Третьякова оказало воздействие его увлечение монументально-декоративным искусством, он первым среди омских художников начал исследовать специфику монументального искусства, был одним из первых советских монументалистов, кто отказался от аскетизма языка монументальных форм, стал его усложнять, разнообразить, углублять. К периоду своего расцвета он состоялся как художник универсалист, в его арсенале: живопись, различные графические техники, скульптура, монументальные техники. После известной попытки Н. С. Хрущёва реанимировать нормативное искусство соцреализма на встречах с творческой интеллигенцией в Москве, начался период конфликта с официозом, тогда, когда художник набрал силу, обрел свой язык. На Третьякова навешивают ярлыки «формалист» и даже «западногерманский экспрессионист». Были трудности с заказами, художник не подстраивался под вкус заказчика. Толчком для нового этапа стала поездка на родину в 1964 году. Появилась значимая долголетняя серия работ «Воспоминание о детстве». В этой серии импровизаций композиционное пространство монтируется, пропорции вещей определены не реальностью, но значимостью в системе воспоминаний, в системе детского сознания, с легкостью используется «примитивный» выразительный язык. В середине 1960-х годов оформляется самая большая серия работ Н. Я. Третьякова «Алтайские мотивы». В этих работах художник создаёт свой идеальный мир, связанный и не связанный с древностью и современностью. С этих работ Третьякова начинается значительное направление в искусстве Омска и Сибири — археоарт. С середины и до конца 1960-х выполнена «Северная серия», где художник демонстрирует владение «Суровым стилем», эти работы отличает монументальность звучания, гражданственность, экспрессивные рубленные ритмы, лаконичный цвет. Совсем иным предстает художник в работах 1970-х — начала 1980-х годов. Творчество Н.Я Третьякова нельзя рассматривать как некую эволюционную линию от меньших ценностей к большим. Оставаясь самим собой, он разный: близок к суровому стилю в «Северной серии», ироничен и эмоционален в «Воспоминаниях о детстве», мифологичен и эпичен в «Алтайских мотивах», декоративен в пейзажах, психологичен в портретах.

## Творческое кредо
«Красота в искусстве — это что-то кривобокое, кривоглазое, асимметричное, ибо симметрия ничего не возмущает, ни к чему не зовет, она мертва в своём выражении».

«Чтобы что-то превозмочь, надо достигнуть этого».

«Результатом пропаганды монументального искусства должны быть не форма показа результата искусства, а весь трудный процесс его получения. Это дает интерес зрителю и просвещает его, создается единомыслие художника и зрителя».

«Натурализм подобен змее, обвивающей вашу шею. Вы перестаете думать, творить, переходя в оборону. Он держит художника в узде, направляя в какую-то трубу или колодец. Мышление настолько сузилось, что на выставках стало трудно отличичть одного художника от другого. Они стали одинаковыми, отштампованными с одного клише, с той только разницей, каким был нажим».

## Основные работы
- Ковровщицы Казахстана. 1957. Бумага, акварель. 90х70, Казахская государственная художественная галерея.
- Сельский праздник. 1964. Бумага, акварель. 64х87. ООМИИ.
- Город вечером. 1965. Бумага, смешанная техника. 87х64,5 Омск, частное собрание.
- Зимний вечер. 1965. Бумага, смешанная техника. 67,5х64,5 Омск, частное собрание.
- Воспоминания о детстве. Бумага, смешанная техника. 64х57. ООМИИ.
- Мой дворик. 1966. Картон, смешанная техника. 86х86. ГМИО.
- Старуха с трубкой. 1966. Бумага, смешанная техника. 87,1х64,5. ООМИИ.
- Девочка с ягнёнком. 1966. Бумага, смешанная техника. 85х85. ООМИИ.
- Пазырыкские древности. Бумага, гуашь. 89х65. ООМИИ.
- Отдыхающие. 1967. Бумага, акварель. 44х53. Частное собрание.
- Девушка с пиалой. 1967. Бумага, темпера. 70х70. Частное собрание.
- Спящие. 1968. Холст, смешанная техника. 57х99.
- Поморы. Бумага, гуашь. 64,5х90. ООМИИ.
- Портрет художника Н. М. Брюханова. 1968. Картон, масло. 50х50. ОГИКМ.
- Атака. 1969. Бумага, смешанная техника. 65х87. ООМИИ.
- Движение (Старые корни). 1970. Холст, темпера. 120,5х171.
- Сельские заботы. 1970. Бумага, смешанная техника. 86,5х63,5. ООМИИ.
- Мелодия древности. 1971. Бумага, гуашь. 64х83,5. ООМИИ.
- Город Глупов. 1971. Бумага, темпера. 64х87. ООМИИ.
- Портрет Н. М. Брюханова. Картон, темпера. 73х100. ООМИИ.
- Крылатые кони. 1973. Бумага, смешанная техника. 73х64. ООМИИ.
- Белые лошади. 1973. Холст, смешанная техника. 85х85. ООМИИ.
- Северные олени. 1974. Бумага, акварель. 50х60. ООМИИ.
- Пушкин. 1976. Бумага, смешанная техника. 62х88. ООМИИ.
- Белый город. 1977. Бумага, темпера. 63х85. ГМИО

## Монументально-декоративные работы
"Юность, «Материнство». Роспись на фасаде Дворца бракосочетаний. Омск. Соавторы Н. М. Брюханов, Э. М. Круминьш, Кукуйцев В. В. Сграффито. 1963.
Декоративное панно. Роспись в интерьере Дворца культуры «Юность». Омск. Соавтор М. И. Слободин, Кукуйцев В. В. Сграффито. 1964.
«Труд», «Отдых». Роспись в интерьере Дворца культуры «Юность». Омск. Соавтор М. И. Слободин. Сухая фреска.
«Сельский труд». Роспись в интерьере СПТУ. Омская область, Москаленский район, совхоз «Элита». Сухая фреска. 1965.
«История русской борьбы». Роспись интерьера кафедры борьбы института физкультуры. Омск. Соавтор В. В. Кукуйцев. Темпера. 1966.
«Физическая культура». Роспись фасада павильона стадиона. Петропавловск. Соавтор Н. М. Брюханов. Эпоксидная смола. 1966.
«История авиации». Роспись интерьера музея технической пропаганды завода им. П. И. Баранова. Омск. Соавтор Г. А. Штабнов. Фотоэлектролиз. 1968—1969.
«Защита завоеваний Октября». Рельеф фасада Дворца им. Ф. Э. Дзержинского. Омск. Соавтор Г. А. Штабнов. Бетон. 1971.
Декоративная роспись цеха завода им. П. И. Баранова. Омск. Соавтор Г. А. Штабнов. Мозаика. Природный камень, смальта. 1971.
«Сельское хозяйство». Роспись интерьера СибНИИСХоза. Омск. Шамот. 1972.
«Учеба», «Наука». Роспись читального зала библиотеки мясо-молочного техникума. Омск. Резьба по гибсу. 1973.
«Спорт». Роспись на стадионе кордной фабрики. Омск. Масло, воск. 1974.
«Дорога на Север». Роспись банкетного зала ресторана «Маяк». Омск. Соавтор В. В. Кукуйцев. Фреска. 1975.
«Детство». Рельеф декоративной стелы у бассейна Дворца пионеров. Омск. Соавтор Г. А. Штабнов. Бетон. 1975.

## Награды
Правительственные:
- 1987 медаль «Ветеран труда».

Творческие:
- 1971 год премия СХ РСФСР за рельеф «Защита завоеваний Октября».
- 1987 год Почетная грамота серитариата правления Союза художников РСФСР.

## Выставки
- 1954 — II отчетная выставка художников КазИЗО. Алма-Ата.
- 1955 — Передвижная выставка произведений художников Казахстана. Алма-Ата.
- 1955 — Республиканская выставка художников Казахстана. Алма-Ата.
- 1956 — Республиканская отчетная выставка художников Казахстана. Алма-Ата.
- 1957 — Персональная выставка в помещении Союза художников Казахстана. Алма-Ата.
- 1957 — Республиканская выставка работ Казахстана, посвященная 40-летию Октября. Алма-Ата.
- 1957 — Всесоюзная юбилейная художественная выставка. Москва.
- 1958 — Всесоюзная художественная выставка, посвященная 40-летию ВЛКСМ. Москва.
- 1958 — Передвижная выставка произведений Казахстана.
- 1958 — Выставка произведений художников Казахстана на декаде казахского искусства. Москва.
- 1959 — Выставка, посвященная XXI съезду КПСС. Алма-Ата.
- 1960 — Выставка «Графики Сибири». Москва.
- 1961 — Персональная выставка. Дом художника. Омск; Дом учёных (Новосибирский Академгородок).
- 1964 — I зональная художественная тематическая выставка «Сибирь социалистическая». Новосибирск.
- 1965 — Передвижная выставка «Художники Сибири». Новосибирск.
- 1966 — Выставка художников Сибири. Тюмень.
- 1966 — Выставка художников в честь 250-летия города Омска. Дом художника. Омск.
- 1967 — II зональная выставка «Сибирь социалистическая», посвященная 50-летию Советской власти. Омск.
- 1968 — Выставка монументального и декоративно-прикладного искусства. Дом художника. Омск.
- 1968 — Областная художественная выставка «Художники — Октябрю». Дом художника. Омск.
- 1968 — Областная выставка омских художников «Ленинскому комсомолу посвящается». ООМИИ. Омск.
- 1969 — III зональная выставка «Сибирь социалистическая» (к 100-летию со дня рождения В. И. Ленина). Красноярск.
- 1970 — Областная выставка произведений омских художников, посвященная 100-летию со дня рождения В. И. Ленина. Омск.
- 1970 — Выставка акварели и рисунка. Дом художника. Омск.
- 1971 — Выставка художников Омска. Дом художника. Омск.
- 1972 — Всесоюзная выставка архитектуры и монументального искусства. Москва.
- 1973 — Юбилейная выставка, посвященная 40-летию Омской организации СХ и ХПМ. Дом художника. Омск.
- 1974 — Персональная выставка. Омск. Новосибирск.
- 1974 — Выставка 4-х омских художников. Кукуйцев В. В., Третьяков Н. Я., Черепанов Р. Ф., Штабнов Г. А. Москва, Таллин, Ленинград, Красноярск.
- 1975 — Выставка омских художников в Венгрии.
- 1977 — Вторая всероссийская выставка акварели и рисунка. Ленинград.
- 1979 — Передвижная выставка омских художников по районам Омской области, посвященная 25-летию освоения целинных и залежных земель. Русская Поляна, Павлоградка, Одесское.
- 1980 — V зональная выставка «Сибирь социалистическая». Барнаул.
- 1982 — Дар омских художников колхозу «Родина» станицы Казанской Краснодарского края. Казанская.
- 1982/83 — Областная выставка «Омская земля». Выставка произведений омских художников. Дом художника. Омск.
- 1984/84 — Областная выставка «Омская земля». Выставка произведений омских художников. Москва.
- 1984 — Выставка «Современная советская графика и скульптура». ООМИИ. Омск.
- 1984 — Выставка, посвященная 60-летию ООМИИ. Дом художника. Омск.
- 1985 — Выставка произведений омских художников, посвященная 40-летию со дня Победы. Дом художника. Омск.
- 1984 — Выставка «Нам нужен мир!». ООМИИ. Омск.
- 1987 — Персональная выставка. Дом художника. Омск.
- 1988 — Выставка «Помощники художника». ООМИИ. Омск.
- 1989 — Выставка «Синтез» Н. Третьяков, Г. Штабнов, В. Владимиров, М. Герасимов, С. Тыркаов. Живопись, графика. Омский областной музей изобразительных искусств. Омск.
- 1990 — Выставка «Экология. Человек в пейзаже». ООМИИ. Омск.
- 1992 — Посмертная персональная выставка. ООМИИ. Омск.
- 1992 — Персональная выставка. Школа милиции. Омск.
- 1992 — Выставка «Синтез-2». ООМИИ. Омск.
- 1992 — Выставка «Искусство бумажного листа». ООМИИ. Омск.
- 1992 — Зарубежная групповая выставка «Artrusse». Париж. Франция.
- 1993 — Выставка «Встречное движение». ООМИИ. Омск.
- 1996 — Персональная выставка «Почтение Третьякову». ООМИИ. Омск.
- 1996 — Выставка «Над рекой Тишиной…», посв. 280-летию Омска. ГМИО. Омск.
- 1996 — Выставка «Мелодия города». ОГИК музей. Омск.
- 1998/99 — Выставка «ЗДЕСЬ». Дом художника.ГМИО. Омск.
- 1999 — Выставка художников-шестидесятников. Музей К. П. Белова.
- 1999 — Выставка «Певец любви, певец моей печали…», посвященная 200-летию со дня рождения А. С. Пушкина. ООМИИ им. А. М. Врубеля. Омск.
- 1999/2001 — Выставка «Искусство XX века». ООМИИ им. А. М. Врубеля. Омск.
- 2000 — Выставка «Омский эстамп». Дом художника. Омск.
- 2001 — Персональная выставка «Невостребованный художник». ГМИО. Омск.
- 2001 — Выставка «Место и время», посв. 10-летию ГМИО. ГМИО. Омск.
- 2001/02 — Выставка «В дар музею. 1997—2001». ГМИО. Омск.
- 2001/02 — Выставка «Благослови детей и зверей». ООМИИ им. А. М. Врубеля. Омск.
- 2002 — Персональная выставка «Неизвестный Третьяков. Воссозданные гравюры». ООМИИ им. М. А. Врубеля. Омск.
- 2002 — Выставка «Сибирский сад — территория мечты». ООМИИ им. М. А. Врубеля. Омск; Новокузнецк.
- 2002 — Выставка «Омский Союз художников в контрастах эпохи». К 70-летию образования Омской организации СХ России. ООМИИ им. М. А. Врубеля. Омск.
- 2002/03 — Выставка «Бабушкина ёлка». ГМИО. Омск.
- 2006—2007 — Николай Третьяков «В пространстве мечты» / монументально-декоративное искусство Омска 1960—1970-х годов/ Выставка, посвященная 80-летию со дня рождения Николая Яковлевича Третьякова. ООМИИ им. М. А. Врубеля. Омск.
- 2006 — Выставка «Алтай неизвестный», посвященная 80-летию со дня рождения Н. Я. Третьякова. Дом художника. Омск.
- 2007 — Выставка картин Николая Третьякова. Визит-центр Алтайского заповедника. Поселок Яйлю (Турочакский район Республики Алтай).
- 2007 — Вид из окна. Дом художника. Омск.

## Творческие дачи
- 1962 «Горячий ключ»
- 1969 «Челюскинская» (руководитель В. С. Слыщенко).
- 1972 «Сенеж» (поток монументалистов).

## Творческие поездки
1952, 1957, 1958 годы — участвовал в качестве художника и фотографа в составе научно-этнографических экспедиций Академии наук СССР в Казахстане; 1967, 1984 годы поездки на Алтай, север Сибири; 1975 — Владимир, Суздаль; 1982 — Красноярский край.

## Семья
Жена — Захарова Ирина Витальевна (1923—2014) — учёный-этнограф, кандидат исторических наук.
Сыновья — Сергей и Евгений Третьяковы.

## Интересные факты
Близким другом Николая Яковлевича Третьякова был сибирский советский поэт Вильям Озолин.